# Meerkatachtigen
De meerkatachtigen (Cercopithecinae) zijn een van de twee onderfamilies van de familie apen van de Oude Wereld (Cercopithecidae). De andere is de onderfamilie slankapen (Colobinae). Deze onderfamilie heeft twee geslachtengroepen: meerkatten (Cercopithecini) en hondsapen (Papionini). De meerkatachtigen tellen 79 soorten.

## Verspreiding
De meeste soorten leven in Afrika ten zuiden van de Sahara, waar de oorsprong van de familie ligt. De makaken (Macaca) vormen een uitzondering: zij leven buiten dit gebied, in Zuid- en Oost-Azië noordwaarts tot Tibet en Japan en oostwaarts tot Celebes, Timor en de Filipijnen. De berberaap, een soort makaak, leeft in Noordwest-Afrika en in Europa op de rots van Gibraltar. Ze leven in allerhande leefgebieden, van regenwouden tot savannen en hoog in de bergen.

## Uiterlijk
De vacht van de meerkatten is lang, dicht en zijdeachtig. Veel soorten hebben een opvallende gezichtskleur of vachttekening. Meerkatachtigen hebben sterke kaken en meestal een lang gezicht. De tandformule is gelijk aan die van de mens. De kleinste soorten zijn de dwergmeerkatten (ongeveer 34 centimeter lang en 700 gram zwaar), de grootste is de mandril (ongeveer 70 centimeter lang en 50 kilogram zwaar).

## Gedrag
Meerkatachtigen leven voornamelijk in sociale groepen van enkele verwante vrouwtjes, hun nakomelingen en een of meerdere volwassen mannetjes. Enkele soorten, voornamelijk mangabeys en meerkatten, leven in gemengde groepen met andere apensoorten, zowel meerkatachtigen als franjeapen. De meeste soorten passen zich vrij gemakkelijk aan aan veranderende omstandigheden.
Meerkatachtigen zijn over het algemeen herbivore of omnivore generalisten. De meeste soorten leven van vruchten, maar ook knoppen, bladeren, zaden, bloemen, schors, gom, wortels, bollen, wortelstokken en dierlijk voedsel als insecten, slakken, hagedissen, krabben, vogels, vissen en kleine zoogdieren worden gegeten. Jongen leren via observatie van volwassen dieren wat eetbaar is. Voedsel wordt vastgepakt met de handen.
Meerkatachtigen kennen veel natuurlijke vijanden, en hebben voor verschillende vijanden verschillende alarmroepen. Tot de belangrijkste vijanden behoren arenden als kroonarend, luipaard, python en andere apen, als baviaan en chimpansee.

## Voortplanting
Tijdens de paartijd vertonen de dieren enkele belangrijke uiterlijke veranderingen, waarmee de dieren hun paarbereidheid aangeven. Bij vrouwtjes van enkele soorten, voornamelijk de bavianen en de mangabeys, is de streek rond de vulva sterk opgezwollen rond de ovulatie. Bij sommige soorten kleuren bepaalde delen van de huid rood.
Meestal krijgen de vrouwtjes één jong per worp. Ze hebben gemiddeld een jaar draagtijd nodig. De jongen worden behaard en met de ogen open geboren. Jongen worden meestal 's nachts geboren in de slaapboom. Jonge dieren hebben een korte, fluwelen vacht, die qua kleur vaak verschilt van het volwassen kleed. De oren van een jong zijn behoorlijk groot. Gelijk na de geboorte klampt het jong zich vast aan de buik van de moeder, waarbij het de tepel in de mond neemt. De eerste paar maanden staat het jong in het centrum van belangstelling. Dit verandert nadat de geboortevacht wordt vervangen door een juveniele vacht, die meestal lijkt op het volwassen kleed, maar pluiziger, doffer gekleurd of duidelijker gemarkeerd is.
De jongen ontwikkelen zich traag en worden vaak vrij oud, meestal meer dan twintig jaar. Vrouwtjes blijven hun hele leven bij de moeder in een familiegroep, mannetjes verlaten de groep als ze geslachtsrijp zijn. Een uitzondering hierop vormt de mantelbaviaan.

## Bedreiging
Sommige meerkatachtigen wagen zich in de buurt van mensen, waar ze zich voeden met menselijk afval en landbouwgewassen. Dit is niet zonder gevaar: apen kunnen gevaarlijke ziekten als tuberculose en gele koorts bij zich dragen. Sommige apen vallen ook weer aan mensen ten prooi als bushmeat. Veel laboratoriumapen, zoals resusaap en groene meerkat, komen ook uit deze onderfamilie.

## Taxonomie
- Onderfamilie: Cercopithecinae (Meerkatachtigen) (79 soorten)
  - Geslachtengroep: Cercopithecini (Meerkatten) (35 soorten)
    - Geslacht: Allenopithecus (Moerasmeerkatten) (1 soort)
      - 
        -  Soort: Allenopithecus nigroviridis (Moerasmeerkat of Allenmoerasaap)

    - Geslacht: Allochrocebus (3 soorten)
      - 
        - Soort: Allochrocebus lhoesti (L'Hoëstmeerkat, bergmeerkat of ringbaard)
        - Soort: Allochrocebus preussi
        -  Soort: Allochrocebus solatus (Zonnestaartmeerkat)

    - Geslacht: Cercopithecus (Echte meerkatten) (19 soorten)
      - cephus-groep (6 soorten)
        - Soort: Cercopithecus ascanius (Roodstaartmeerkat)
        - Soort: Cercopithecus cephus (Knevelmeerkat)
        - Soort: Cercopithecus erythrogaster (Roodbuikmeerkat)
        - Soort: Cercopithecus erythrotis (Roodneusmeerkat)
        - Soort: Cercopithecus petaurista (Kleine witneusmeerkat)
        -  Soort: Cercopithecus sclateri (Sclaters meerkat)

      - diana-groep (2 soorten)
        - Soort: Cercopithecus diana (Dianameerkat)
        -  Soort: Cercopithecus roloway (Roloway)

      - hamlyni-groep (2 soorten)
        - Soort: Cercopithecus hamlyni (Uilenkopmeerkat of uilmeerkat)
        -  Soort: Cercopithecus lomamiensis (Lesula)[1]

      - mona-groep (6 soorten)
        - Soort: Cercopithecus campbelli (Campbellmeerkat)
        - Soort: Cercopithecus denti (Dents meerkat)
        - Soort: Cercopithecus lowei
        - Soort: Cercopithecus mona (Monameerkat)
        - Soort: Cercopithecus pogonias (Kroonmeerkat)
        -  Soort: Cercopithecus wolfi (Wolfs meerkat)

      - neglectus-groep (1 soort)
        -  Soort: Cercopithecus neglectus (Brazzameerkat)

      -  nictitans-groep (2 soorten)
        - Soort: Cercopithecus mitis (Diadeemmeerkat, blauwe meerkat of grijze meerkat)
        -  Soort: Cercopithecus nictitans (Grote witneusmeerkat of zwarte witneusmeerkat)

    - Geslacht: Chlorocebus (Groene meerkatten, vervetapen of grivetapen) (7 soorten)
      - 
        - Soort: Chlorocebus aethiops (Groene meerkat, grivet of grijsgroene meerkat)
        - Soort: Chlorocebus cynosuros (Malbrouck)
        - Soort: Chlorocebus djamdjamensis (Balemeerkat)
        - Soort: Chlorocebus dryas (Dryasmeerkat)
        - Soort: Chlorocebus pygerythrus (Vervet, Zuid-Afrikaanse groene meerkat of blauwaap)
        - Soort: Chlorocebus sabaeus (Geelgroene meerkat)
        -  Soort: Chlorocebus tantalus (Tantalusmeerkat)

    - Geslacht: Erythrocebus (Huzaarapen) (3 soorten)
      - 
        - Soort: Erythrocebus baumstarki
        - Soort: Erythrocebus patas (Huzaaraap of patas)
        -  Soort: Erythrocebus poliophaeus

    -  Geslacht: Miopithecus (Dwergmeerkatten) (2 soorten)
      - 
        - Soort: Miopithecus ogouensis (Noordelijke dwergmeerkat)
        -  Soort: Miopithecus talapoin (Dwergmeerkat)

  -  Geslachtengroep: Papionini (Hondsapen) (41 soorten)
    - Geslacht: Cercocebus (7 soorten)
      - 
        - Soort: Cercocebus agilis (Olijfmangabey)
        - Soort: Cercocebus atys (Roetmangabey)
        - Soort: Cercocebus chrysogaster (Goudbuikmangabey)
        - Soort: Cercocebus galeritus (Mutsmangabey)
        - Soort: Cercocebus lunulatus (Witkruinmangabey)
        - Soort: Cercocebus sanjei (Sanjemangabey)
        -  Soort: Cercocebus torquatus (Roodkopmangabey)

    - Geslacht: Lophocebus (2 soorten)
      - 
        - Soort: Lophocebus albigena (Grijswangmangabey)
        -  Soort: Lophocebus aterrimus (Kuifmangabey)

    - Geslacht: Macaca (Makaken) (25 soorten)
      - 
        - Soort: Macaca arctoides (Beermakaak)
        - Soort: Macaca assamensis (Assammakaak)
        - Soort: Macaca brunnescens
        - Soort: Macaca cyclopis (Taiwanese makaak of Formosamakaak)
        - Soort: Macaca fascicularis (Java-aap of krabbenetende makaak)
        - Soort: Macaca fuscata (Japanse makaak)
        - Soort: Macaca hecki
        - Soort: Macaca leonina (Leeuwmakaak)
        - Soort: Macaca leucogenys
        - Soort: Macaca maura (Moormakaak)
        - Soort: Macaca mulatta (Resusaap)
        - Soort: Macaca munzala
        - Soort: Macaca nemestrina (Lampongaap of laponderaap)
        - Soort: Macaca nigra (Kuifmakaak of zwarte baviaan)
        - Soort: Macaca nigrescens (Temmincks makaak)
        - Soort: Macaca ochreata (Grauwarmmakaak)
        - Soort: Macaca pagensis (Mentawaimakaak)
        - Soort: Macaca radiata (Indische kroonaap)
        - Soort: Macaca selai
        - Soort: Macaca siberu
        - Soort: Macaca silenus (Wanderoe of baardaap)
        - Soort: Macaca sinica (Ceylonkroonaap)
        - Soort: Macaca sylvanus (Berberaap of magot)
        - Soort: Macaca thibetana (Tibetaanse makaak)
        -  Soort: Macaca tonkeana (Tonkeanmakaak)

    - Geslacht: Mandrillus (Drillen) (2 soorten)
      - 
        - Soort: Mandrillus leucophaeus (Dril)
        -  Soort: Mandrillus sphinx (Mandril)

    - Geslacht: Papio (Bavianen) (6 soorten)
      - 
        - Soort: Papio anubis (Groene baviaan)
        - Soort: Papio cynocephalus (Gele baviaan)
        - Soort: Papio hamadryas (Mantelbaviaan)
        - Soort: Papio kindae
        - Soort: Papio papio (Bruine baviaan of sfinxbaviaan)
        -  Soort: Papio ursinus (Beerbaviaan of Kaapse baviaan)

    - Geslacht: Rungwecebus (1 soort)
      - 
        -  Soort: Rungwecebus kipunji

    -  Geslacht: Theropithecus (Gelada's) (1 soort)
      - 
        -  Soort: Theropithecus gelada (Gelada)